# Linia kolejowa nr 185 (Słowacja)
ŽSR 185 Poprad-Tatry – Plaveč, Železničná trať Poprad-Tatry – Plaveč – linia kolejowa łącząca stację Poprad-Tatry ze stacją Plaveč. Linia nie jest zelektryfikowana.
Linia ta była oddawana etapami. W kolejnych latach powstały odcinki:
- 1889 Poprad – Kieżmark
- 1892 Kieżmark – Biała Spiska
- 1893 Biała Spiska – Podoliniec
- pocz. lat 60. XX w. - Podoliniec – Orlov

Do linii należy też odgałęzienie ze Studenego Potoku do Tatrzańskiej Łomnicy.
W późniejszych latach odcinek Pławiec – Orlov został włączony do linii nr 188.
Obecnie na linii prowadzony jest ruch pasażerski i towarowy.